# Blånels
Blånels är ett färgämne som användes till att "blåna" kläder med för att de inte skulle gulna. 